# Marcello Osler
Marcello Osler (Pergine Valsugana, 18 agosto 1945 – Pergine Valsugana, 21 luglio 2023) è stato un ciclista su strada italiano.
Professionista dal 1973 al 1980, vantava la vittoria di una tappa al Giro d'Italia.

## Biografia
Ottenne un solo successo da professionista, l'ottava tappa del Giro d'Italia 1975, dove giunse al traguardo dopo una fuga solitaria di 186 km. Fu secondo al Gran Premio del Canton Argovia nel 1974 e fu terzo nella seconda semitappa dell'undicesima tappa del Giro d'Italia 1974 e nella prima semitappa dell'ottava tappa al Giro d'Italia 1977. Partecipò a sette edizioni del Giro d'Italia ed al Tour de France 1976 e fu convocato come riserva al mondiale del 1976. Fu gregario di Francesco Moser negli ultimi anni di carriera. Muore a causa di un tumore al pancreas il 21 luglio 2023.

## Palmarès
- 1970 (dilettanti)

Milano-Tortona
- 1971 (dilettanti)

Trofeo Papà Cervi
- 1972 (dilettanti)

Firenze-Viareggio
- 1975 (Brooklyn, una vittoria)

8ª tappa Giro d'Italia (Potenza > Sorrento)

## Piazzamenti

### Grandi Giri
- Giro d'Italia

1973: 93º
1974: 79º
1975: 38º
1976: 65º
1977: 113º
1979: 66º
- Tour de France

1976: 66º

### Classiche monumento
- Milano-Sanremo

1973: 124º
1975: 91º
1977: 122º
1978: 9º
- Giro delle Fiandre

1975: 19º
- Parigi-Roubaix

1978: 17º
1979: 26º